# Muzaka
Die Muzaka waren eine albanische Adelsfamilie aus Konstantinopel, die im Spätmittelalter das Gebiet von Myzeqeja (albanisch auch Myzeqe; aromunisch Muzachia; italienisch Musachia) mit Zentrum Berat in Zentralalbanien kontrollierte. Laut einiger Autoren werden die Muzaka auch als Stamm oder Clan bezeichnet.
1372 erhielt die Familie Muzaka vom byzantinischen Kaiser Johannes V. die Investitur von Kastoria, den Titel eines Despoten von Epirus mit dem „Privileg des goldenen Siegels und einem Thronsessel, auf dem das kaiserliche Wappen in Perlen gestickt war“. Kaiser Johannes gewährte außerdem sein Wappen, den Doppeladler mit dem Stern in der Mitte.
Die Muzaka sind auch mit der Adelsfamilie Kastrioti verbunden. Donika, Tochter des Fürsten Gjergj Arianiti († 1461) und seiner Ehegattin Maria Muzaka († 1444) heiratete am 21. April 1451 Georg Kastriota, den Nationalhelden Albaniens.

## Herkunft und Name
Die Muzaka gelten als eine der wichtigsten albanischen Familien. Laut dem albanischen Historiker Skënder Anamali stammt die Familie aus Maliq bei Korça, einem Dorf, das dem nicht unumstrittenen Autor Gjon Muzaka zufolge von Slawen bewohnt war. Gjon Muzaka zufolge wurde der Name der Familie vom Myzeqeja-Gebiet, dem Land der Molosser, abgeleitet. In Abwandlung des Namens Molossachi etablierten sich die Namen Mosachia/Musachi.
Nach Karl Hopf hieß die Landschaft im Mittelalter Savra und erst die albanische Adelsfamilie Musachi (Musac, Musacus), die von 1280 bis 1600 in Albanien regierte, prägte der Landschaft den Namen.
Nach dem österreichisch-ungarischen Historiker Lajos Thallóczy hätte die Ebene zwischen Durazzo und Valona, die Musakja genannt wird, den Namen nach der Familie Musachi erhalten.
Verschiedene Schreibweisen des Namens beziehen Muzaki, Musachi, Molesachi, Musaka, Musaki, Musac und Musacus ein.
Heute gibt es in Italien die italianisierte Variante Musciacchio, Nachfahren der Arbëresh, die zwischen dem 15. und 17. Jahrhundert ins Königreich Neapel kamen. Die Musciacchio befinden sich hauptsächlich in Apulien Varianten dieses Nachnamens sind: Musacchio, Musachi, Musajo, Mussacchio, Masciacchi, Musacchi, Musacchia, Mosacchio, Masacchio, Musacchii, Musacci und Masciocchi, die in Amerika und Italien vorkommen.

## Das Gebiet der Muzaka
Im 13. Jahrhundert erstreckten sich die Besitztümer der Familie Muzaka von der Myzeqeja bis zum Fluss Vjosa und umfasste die kleine Mussachia, bekannt als Tomonist (Tumenishti). Wenig später dehnte die Familie ihre Herrschaft auf Selenica, Tormoniza in der Nähe des Berges Tomorr aus. Teil ihres Vermögens waren die Städte Berat, Korça, Soviani (Sclepari), Shkepari, Opari, Maserechi (Masreku) und andere Orte, wie Costuri (Casoria), die Dörfer von Lodari (Lopari), die sich in der Umgebung von Korça befanden.
Nachdem 1417 der Adriahafen Vlora an die Osmanen fiel, zogen auch diese „Via Musachia“ (auch Capo de Musachia genannt) nach Beligrad (Weiße Stadt), Larissa, Volos oder Thessaloniki.
Der Historiker Milan Šufflay bezeichnete 1924 die große Ebene Musakja nur noch theoretisch als fruchtbar.
1929 wurde das Gebiet Musachia (Myzeqè) als die größte Tiefebene von Albanien beschrieben, die durch die Überschwemmungen des Shkumbin, Seman und Vjosa entstanden sei und im Winter über weite Gebiete überflutet wurde. Auf dem Gebiet befinden sich Lagunen mit unsicheren Ufern (Kravasta, Terbuf, Arta).

## Geschichte

### Hochmittelalter
Im Jahr 1090 wird ein Mitglied der Muzaka-Familie erstmals von der byzantinischen Historikerin Anna Komnena als loyaler Kommandant des byzantinischen Kaisers Alexios I. Komnenos erwähnt.

### Spätmittelalter

Das Königreich Sizilien um 1154

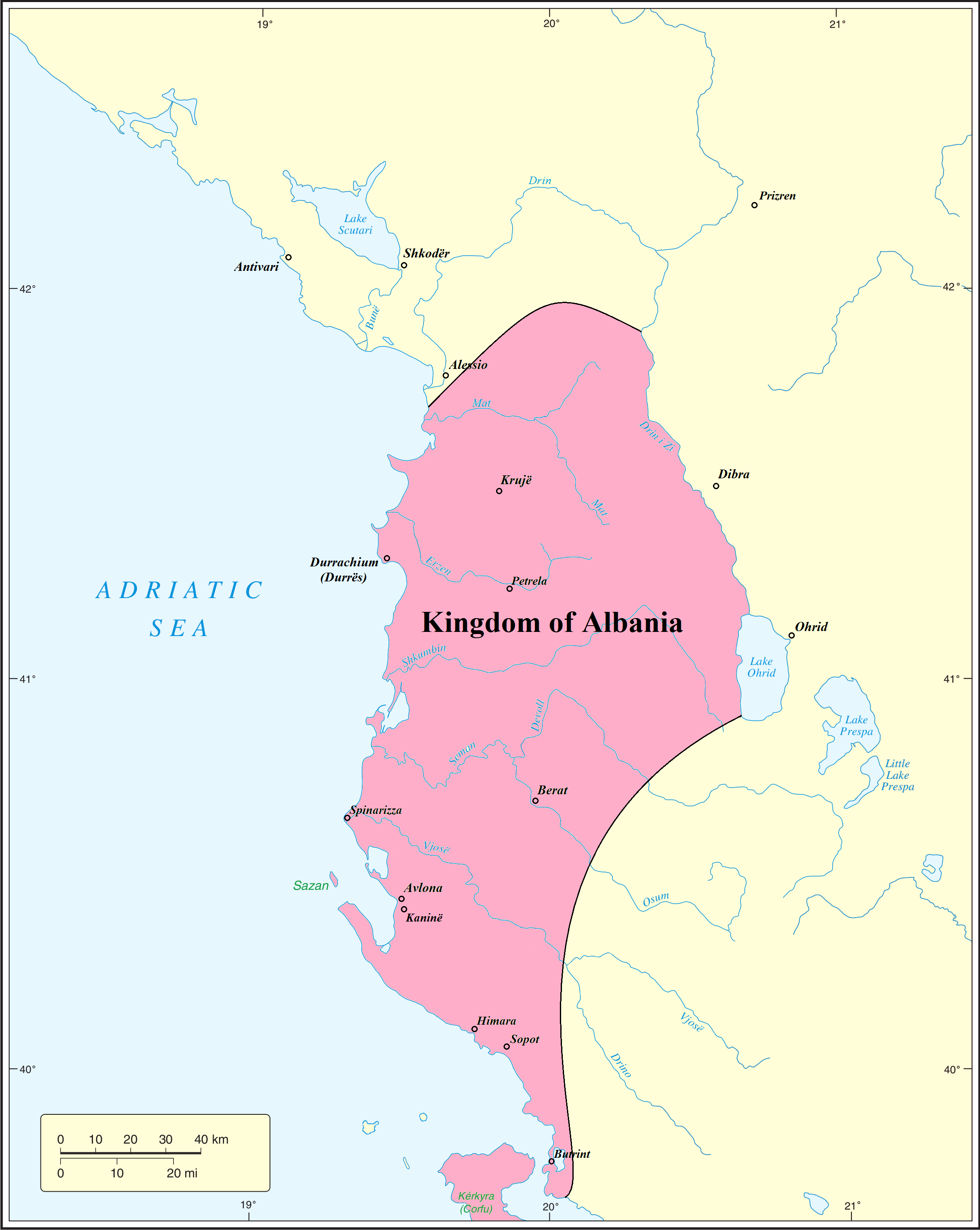
Die maximale Ausdehnung des Regnum Albaniae

Wappen Karls von Anjou, benutzt ab 1246

Als Karl I. von Anjou nach der Schlacht bei Benevent (26. Februar 1266) König von Neapel und Sizilien wurde, wurde die Witwe von Manfred von Hohenstaufen, Helena Angelina Dukaina (Tochter von Michael II. aus der Adelsdynastie der Komnenen des Byzantinischen Reiches), bis zu ihrem Tod in Trani im Juli 1271 gefangen gehalten. Ihre griechische Mitgift (Küstenstädte, wie Dyrrhachion (Durrës), Butrinto, Vlora, Kanina samt Berat, das Gebiet von Spinarza an der Mündung der Vjosa  und die Insel Korfu) sah er als sein Erbgut. Karl I. von Anjou nahm vom Kreuzritter Garnier l’Aleman im März 1267 Korfu in Besitz, der als Generalkapitän von Karl I. nach und nach das Despotat Epirus eroberte. Vlora, Kanina, Dyrrhachion (Februar 1271) und schließlich Berat (1273) wurden so zum angevinischen Gebiet.
Am 21. Februar 1272 verkündete Karl I. von Anjou das Regnum Albaniae – Königreich Albanien, dessen Territorium ungefähr einem Dreieck zwischen Dyrrhachion, Berat und Vlora entsprach. Karl, der über das Königreich Albanien eine Militärherrschaft verhängte, die versprochene Autonomie und Privilegien „de facto“ abschaffte, neue Steuern einführte, Grundstücke zu Gunsten der angevinischen Adeligen konfiszierte und die albanischen Adligen von den Regierungsaufgaben ausschloss, nahm in einem Versuch, seine Herrschaft und die lokale Loyalität durchzusetzen, die Söhne der lokalen Adligen als Geiseln (1273 befanden sich albanische Geiseln in Bari), was zu einer allgemeinen Unzufriedenheit im Land brachte, sodass sich einige Adlige mit dem byzantinischen Kaiser Michael VIII. Palaiologos in Verbindung setzten, der ihnen versprach, ihre alten Privilegien anzuerkennen.

#### Gjon Muzaka
Im April 1274 erreichte der neu ernannte Generalvikar Norjaud de Toucy Dyrrhachion und wurde von Gjon Muzaka (auch: Gjin; deutsch Johannes) und seinem Schwiegersohn Paolo (Paulus) Groppa, Herr von Ohrid als „Gesandte der Albanesen“ begrüßt, die ihnen die Ergebenheit ihrer Landsleute versicherten. Trotzdem sorgte Toucy dafür, die Stadt zu befestigen und versorgte Vallona mit einer guten Besatzung. Die großenteils aus Albanern bestehende Bevölkerung, die teilweise noch ihre Freiheiten behaupteten, versuchte Toucy durch Verleihung von Privilegien zu gewinnen.
Als Kaiser Michael VIII. Palaiologos noch im selben Jahr von Ioannina aus ein Heer gegen Dyrrhachion sandte, Berat einnahm und in Butrint eine starke Besatzung stationierte, schlossen sich nicht wenige von denen, die den Anjou Treue versprachen, dem byzantinischen Kaiser an. König Karl lieferte jede Art von Hilfsgelder, Truppen, Schiffen, Munition, Getreide, Salz usw. Diese Unterstützungen aus dem Königreich Sizilien und Toucy’s energisches Vorgehen überzeugten die albanischen Stammeshäuptlinge mit dem Generalvikar einen Vergleich einzugehen, der ihnen die alten Privilegien garantierte. Karl genehmigte ihn am 1. Dezember 1274 unter der Bedingung, dass sie Geiseln aus ihrer Mitte stellten, was sie auch taten. Und doch widersetzten sich einige Clans den Anjou und hofften auf den Beistand der Palaiologen, die 1275 neu aufrüsteten, um Dyrrhachion zu erobern und die Anjou aus dem Epirus zu verdrängen. Gjon Muzaka wurde einer der Hauptanführer des albanischen Widerstandes. Als Verbündeter des byzantinischen Kaisers Michael VIII. Palaiologos bekämpfte er die Expansionsbestrebungen Karls I. in Albanien und wurde am 11. Oktober 1279 mit drei seiner Helfershelfern, Carnesius und Gulielmus Blenisti oder Blenishti und dem griechischen Demitrius Socus (Zûxoç) von Karl I. gefangen genommen und nach Trani gebracht.
Obwohl das Königreich Albanien von den sarazenischen Truppen Karls besetzt und ausschließlich von französischen und italienischen Beamten verwaltet wurde, versuchte Karl nun die Unterstützung der lokalen albanischen Herrscherfamilien, wie den Gropa, Scura, Muzaka, Jonima und Arianiti zu bekommen und, um dies zu erhalten, befreite Karl die oben zitierten albanischen Adligen aus den neapolitanischen Gefängnissen und gab einigen von ihnen byzantinische Titel, wie z. B. den des Sebastokrator. 1280 wurde „Joannes dictus Musac“ (Johannes, genannt Musac), der in Brindisi gefangen saß, freigelassen.

#### Andrea I. Muzaka
Einer der ersten bemerkenswerten Mitglieder der Familie war Andrea I. Molosachi oder Muzaki (* err. um 1258; † 1319 im Alter von ca. 60 Jahren). 1280 wurde „Andreas Musac fidelis“ (treu), der dem Statthalter von Durazzo, Vaubecourt, gehuldigt hatte, ermahnt seinen Eid zu halten. Zwischen 1281 und 1285 war Andrea I. Vasall von König Karl I. und erhielt von ihm den byzantinischen Titel Sebastokrator, mit der Absicht, sich eine lokale Machtbasis zu sichern. Zwischen 1280 und 1319 begründete Andrea I. eine weitgehend unabhängige Territorialherrschaft, indem er das Gebiet um Tormoniza, Berat, Këlcyra und Skrapar erweiterte. 1318 schrieb Papst Johannes XXII. an Andream Musatium und nannte ihn „regni Albaniae marescallum“ (königlicher Marschall von Albanien).

##### Theodor I. Muzaka
Theodor I. erbte nach dem Tod seines Vaters Andrea I. (1319) dessen. Theodor I. lebte in einer unruhigen Zeit. Nach der Ermordung des Despoten von Epiros, Thomas Komnenos Dukas Angelos (1296–1318), durch seinen Neffen Nikola Orsini, dem Pfalzgrafen von Kefalonia, wurde dieser neuer Despot von Epiros. Diese Usurpation des Thrones rief Byzantiner, Anjou und Serben nach, von denen jeder versuchte sich seinen Anteil von dem zertrümmerten Despotat zu erhaschen. Der serbische König Stefan Uroš II. Milutin rüstete zur Unterwerfung von Albanien. Bereits im Juni 1319 nahm er den Titel eines Herrschers von Raszien, Dioclea, Albania und der Seeküste an.
Papst Johannes XXII. ermahnte die 1318 der „katholischen Kirche ergebenen „Großen“ Albaniens, den  Protosebastos Wilhelm Blevisti und Theodor I. Muzaka, den Mentulo oder Matarango, Graf von Clissania (Sohn von Theodor I.), den Andrea II. Muzaka (Sohn von Theodor I.), den Grafen Wladislaw Conovic von Dioclea und der Seeküste, den Grafen Wilhelm von Albanien, den Paulus (oder Paolo) Materanga (Schwiegersohn von Theodor I.) und die übrigen Barone des Landes treu bei dem  Hause Tarent zu verharren und wo möglich das Ihrige zur Wiedereroberung der verlorenen Plätze zu tun.“
Theodor I. starb um 1335. Sein Nachfolger wurde sein ältester Sohn Andrea II. Muzaka.

###### Andrea II. Muzaka

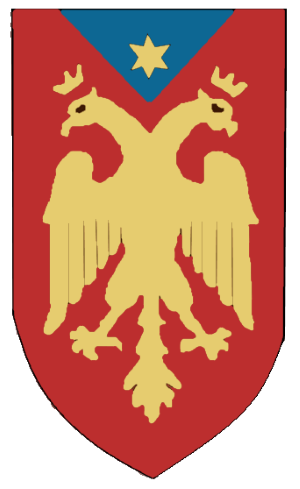
Wappen der Familie Muzaka ab 1372

Andrea II. Muzaka übernahm nach dem Tod seines Vaters Theodor I. Muzaka (um 1335) die Herrschaft und regierte mit einigen Unterbrechungen bis zu seinem Tod im Jahr 1372. Das stark befestigte Berat machte Andrea II. zur Hauptstadt seines Fürstentums Muzakaj. Durch eine geschickte Schaukelpolitik zwischen den regionalen Großmächten Byzanz, Serbien und Neapel gelang es Andrea II. Muzaka, seine Stellung als autonomer Fürst in Mittelalbanien zu wahren und auszubauen.
Ab 1336 unterwarf der serbische König Stefan IV. Dušan in mehreren Feldzügen die albanischen Fürstentümer. Auch Andrea Muzakas Territorium wurde dem neuen Großreich einverleibt.
1337 erhielt Andreas Musacius von Papst Benedikt XII. für seine Loyalität während Ludwigs von Durazzo Feldzuges nach Romania den Titel „regni Albaniae despotus“ (königlicher Despot von Albanien) und die von Ludwig versprochenen Privilegien und seinen Besitz bestätigt. Im Gegenzug sollte stets einer der beiden älteren Söhne (filii majores) von Andrea (Gjin II. oder Theodor II.) als Geisel beim Statthalter Guglielmo de Sanseverino in Dyrrhachion verweilen.

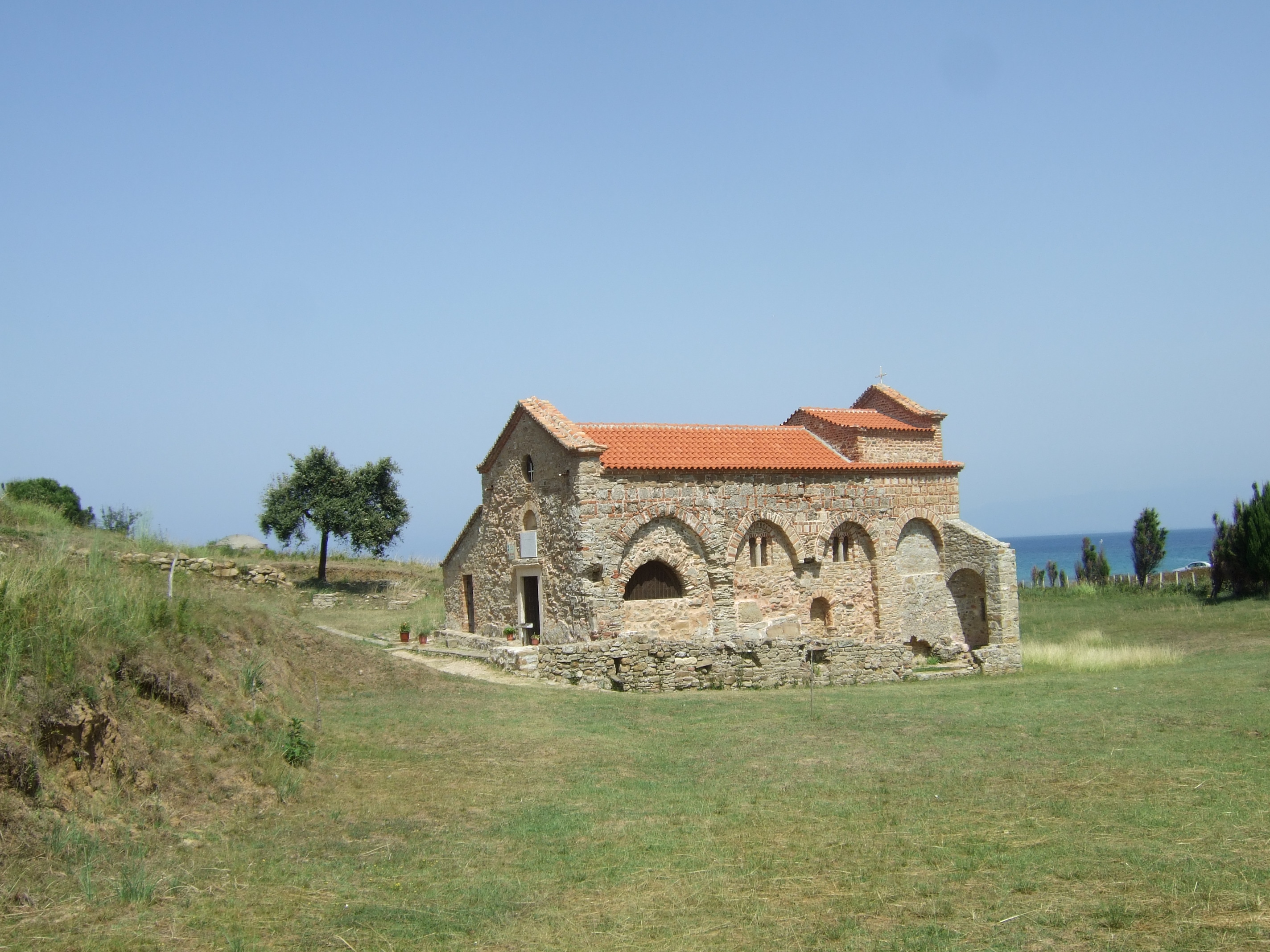
Sankt Antoniuskirche in Durrës

Andrea II. Muzaka konnte seine Herrschaft bis in die Ebene von Korça nach Osten ausdehnen. 1360 eroberte er den Adriahafen Vlora und beim Ausweichen nach Osten gelang es ihm, nach der Schlacht an der Mariza 1371 dem serbischen Prätendenten Marko Kraljević die Stadt Kastoria am Pindos abzunehmen. Für diesen Sieg erhielt Andrea II. 1372 vom byzantinischen Kaiser Johannes V. die Investitur von Kastoria, den Titel eines Despoten von Epirus, ein Wappen mit einem Doppeladler mit einem Stern in der Mitte. das „Privileg des goldenen Siegels und einen Thronsessel, auf dem das Wappen in Perlen gestickt war“.
Auf dem Todesbett (1372) teilte Andrea II. seine Besitzungen unter seinen drei Söhnen auf und gab dem Erstgeborenen, Gjin I., Tomorizzo und die beiden Devol, dem zweiten, Theodor, die Musakja mit der Stadt Berat und dem jüngsten, Stoya, die Landschaft Kastoria mit allen Städten und Domänen.

###### Gjin I. Muzaka
Als Gjins Bruder Stoya kinderlos starb, gingen dessen Landschaft Kastoria mit allen Städten und Domänen an ihn. Aus der Ehe mit Suina, Tochter von Materango Arianiti Comneno gingen sechs Kinder hervor. Der Erstgeborene Andrea III. Muzaka übernahm nach Gjins Tod (1389) die Herrschaft.
Andrea III. wurde im April 1393 erwähnt als die vornehmsten Bürger der Stadt Durazzo und die „Albanesenhäuptlinge in der Nähe“ Geschenke und Pensionen vom Bailo und Kapitän von Durazzo, Francesco Giorgio erhielten Andrea heiratete Kyranna, die Tochter von Gjin Zenevisi, dem Herren von Agyrokastro und Vagenetia, mit der er sechs Kinder (zwei Söhne und vier Töchter) hatte. Sowohl Andrea III. als auch seine Söhne Gjin II. Muzaka und Theodor III. Muzaka waren Skanderbegs Mitstreiter.
Gjin II. hatte zwei Söhne. Während der ältere, Andrea († nach 1484 verschollen) mit seiner Frau Yela Thopia, im Epirus blieb und von den Osmanen verfolgt wurde, flüchtete der jüngere, Gjin III. mit seiner Familie 1479/80 nach Neapel.

###### Theodor II. Muzaka

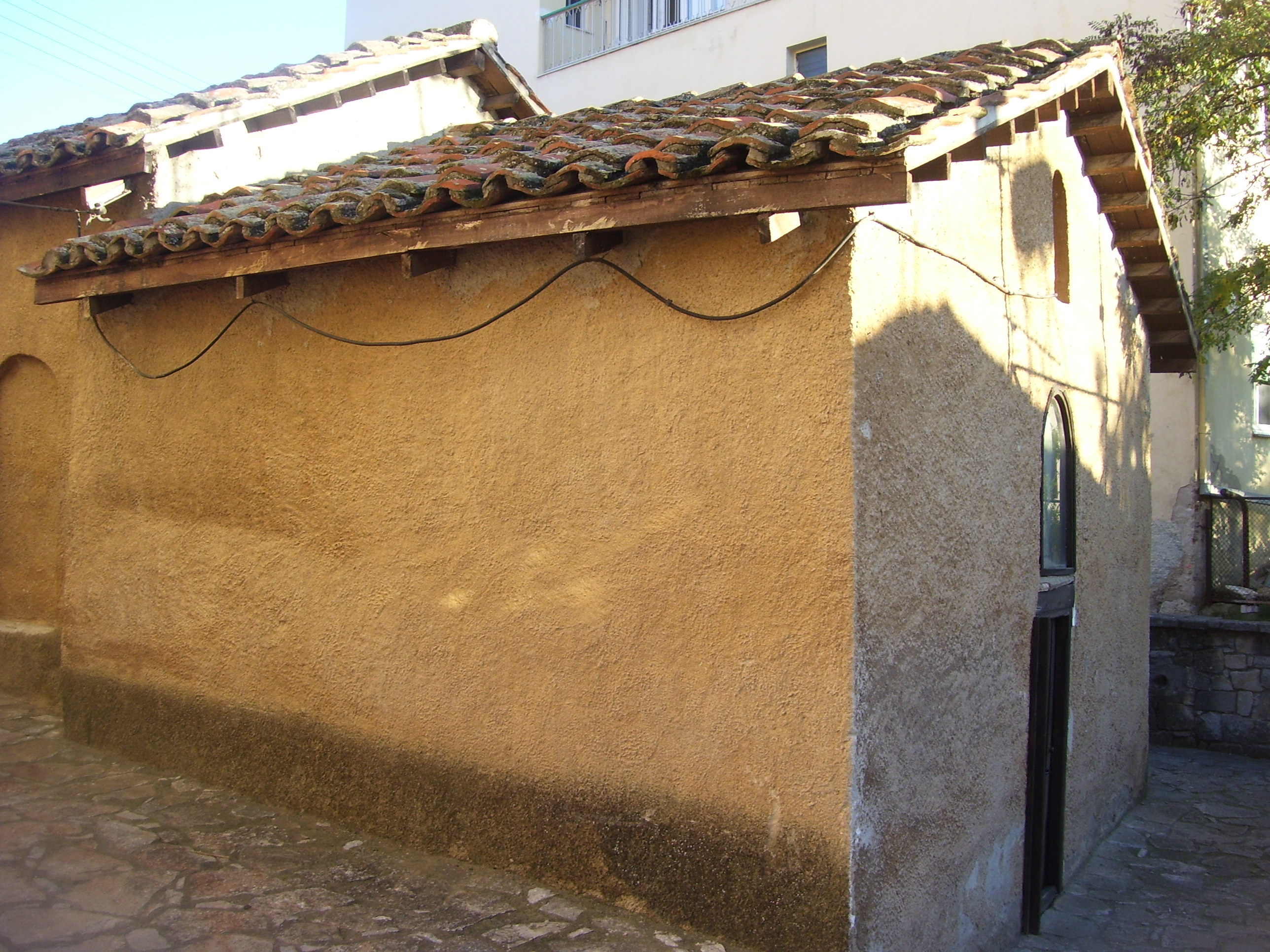
St. Athanasius von Muzaka Kirche in Kastoria

Theodor II. trat nach dem Tod seines Vaters im Jahr 1372 im Fürstentum Muzakaj an.
Zwischen 1383 und 1384 ließ Theodor II. zusammen mit seinem Bruder Stoya und dem Mönch Dionysius eine griechisch-orthodoxe Kirche (St. Athanasius von Muzaka Kirche) in Kastoria errichten, die Athanasius dem Großen gewidmet wurde.
Im Jahr 1387 kämpfte Theodor II. mit Gjergj II. Balšić im Bündnis mit dem serbischen König Lazar Hrebeljanović und dem von Bosnien, Tvrtko I., siegreich gegen die Osmanen in Schlacht bei Pločnik.
Zwei Jahre später kämpften Gjergj II. Balšić, Teodor II. Muzaka, Dhimitër Jonima und Pal Kastrioti mit seinem Sohn Gjon I. Kastrioti  (Vater von Skanderbeg) in der als „Völkerschlacht“ bekannten Schlacht auf dem Amselfeld (15. Juni 1389) unweit von Priština am Flusslauf des Lab im heutigen Kosovo. Am Tag danach zogen sich die drei überlebenden albanischen Fürsten Gjergj II. Balšić, Teodor II. Muzaka unter der Führung von Gjon I. Kastrioti in ihre Grenzen zurück. Sie waren in der Lage, den Osmanen zu widerstehen und eine christliche albanische Entität zu gründen, die sich von der Südgrenze von Ragusa bis zum Golf von Patras erstreckte.
Nach Carl Hermann Friedrich Johann Hopf hatte Theodor einen Sohn, Nicola, der 1389 von seiner Tante Comita Muzaka († 1396; Witwe von Balša II. und Schwester von Theodor II.) gefangen genommen wurde und ein Jahr später freigelassen wurde. Nach dem Tod von Theodor II. (Datum unbekannt) ging die Herrschaft im Fürstentum Muzakaj auf seinen Neffen Theodor III. Muzaka über. Dies konnte nur geschehen, weil sein einziger Sohn Nicola zum Zeitpunkt schon tot gewesen sein muss oder von seiner Tante Comita Muzaka gefangengehalten wurde.

### Osmanische Ära
1417 wurde Berat, die Hauptstadt der Myzeqeja, von den Osmanen erobert. Unter der osmanischen Herrschaft war Berat Sitz des Sandschak-Beys Yakup Bey Muzaka (Sohn von Theodor III. Muzaka). In den 1420er Jahren hatte die Adelsfamilie Muzaka (nun osmanische Vasallen) die Herrschaft über Berat inne, unterhielten aber trotzdem politische Beziehungen zur Republik Venedig. Einige Nachkommen der Familie konvertierten zum Islam und erhielten herausragende Positionen in der osmanischen Armee.
Gjin II. Muzaka war ein Mitstreiter Skanderbegs und starb kurz nach der Schlacht bei Berat, die Mitte Juli 1455 auf den Tomornizza-Bergen ausgetragen wurde. Gjins Land Tomornizza wurde von Skanderbeg zuerst besetzt und dann ohne Rücksicht auf seine Kinder eingezogen. Erst nach dem Tod Skanderbegs (1468) sollte das Land von seinem Sohn Gjin III. wiedererlangt werden.
Theodor III. Muzaka, ein Mitstreiter Skanderbegs in der Liga von Lezha, verlor die Stadt 1450 durch einen Überraschungsangriff der Osmanen endgültig. Die durch Skanderbeg 1455 angestrengte Belagerung von Berat blieb ohne Erfolg.
Gjin III. Muzaka verweigerte die glänzenden Anerbietungen von Sultan Mehmed II., wenn er zum Islam übertrete und flüchtete 1479/80 nach Neapel, wo er 1510 seine Familienchronik schrieb.

## Stammbaum der Familie
Der nachfolgende Stammbaum entstammt der von Gjin III. Muzaka geschriebenen und von seinem Sohn Constantin erweiterten Familiengeschichte und von Johann Georg Hahns Reise durch die Gebiete des Drin und Wardar, 1867, S. 284.
- Gjon Muzaka („Joannes dictus Musac“, Johannes, genannt Musac; † nach 1280)
  - ?, vielleicht Andrea I. Muzaka[68] (* err. um 1258; † 1319 im Alter von ca. 60 Jahren)
    - Theodor I. Muzaka, (lebte Ende des 13./Anfang des 14. Jahrhunderts), Kischètisi (Langhaar genannt)
      - Andrea II. Muzaka (* 1319; † 1372),[49][Anm. 1] ab 1335 Despot von Berat ⚭ Efthimijen (auch: Etinia, Onorata), Tochter des Sebastokrators Paul Matarango, Herr von Gora[69]
        - Gjin I. Muzaka (deutsch Johannes; * 1337; † 1389),[49] ⚭ Suina, Tochter von Materango Arianiti Comneno
          - Andrea III. Muzaka († nach 1393)[Anm. 2][70] ⚭ Kyranna,[Anm. 3] Tochter von Gjin Zenevisi von Agyrokastro und Vagenetia
            - Gjin II. Muzaka (deutsch Johannes; † 1455 kurz nach der Schlacht bei Berat)[Anm. 4][71]  ⚭ Chiranna, Enkelin (oder Nichte) von Matarango von Gora
              - Andrea Muzaka († nach 1484) ⚭ Yela Thopia; verschollen[72]
                - Ginno Muzaka († 1517), Kastellan in Mesagne, Apulien war; ⚭ Andronica Sati
                  - Andrea Muzaka, war Kastellan in Messagne nach dem Tod des Vaters 1517;[Anm. 5]
                    - Giovanni, lebte in Monopoli, Apulien vor 1562 ⚭ Caterina
                      - Basilio († zwischen 1567 und 1571) ⚭ 1548 Geronima Boccasini
                        - Giovanni Antonio (* 16. Dezember 1558)
                        - Silvia (* 5. Dezember 1561; † 25. August 4622) ⚭ 14. Juni 1579 Antonio della Porta
                        - Giovanella (* 23. April 1564)
                        - Vito Antonio (* 13. Juli 1567; † 16. November 1651) ⚭  29. Mai 1594 Paola De Caro
                          - Beatrice (* 20. September 1595; † vor 12. April 1606)
                          - Giovanni Pietro (* 11. April 1598)
                          - Girolamo (* 1600)
                          - Geronima ⚭ 15. Oktober 1628 Domenico Antonio de Zoffalo
                          - Caterina (* 16. November 1603) ⚭ 20. August 1634 Vito Antonio Cappelletto
                          - Beatrice (* 12. April 1606)
                          - Leonardo (* 6. November 1608; † 1634) ⚭ 12. November 1633 Crescentia Menga
                            - Paola (* 8. August 1634)

                          - Tommaso (* 27. März 1611; † 8. März 1679) ⚭ 25. Juli 1655 Angelella Carbonaro
                          - Lucrezia (* 15. Oktober 1613)
                          - Giuseppe (* 27. April 1616)

                      - Tommaso († nach 1604), Pfarrer in der Chiesa Santa Maria Amalfitana in Monopoli
                      - Rosa ⚭ Vito Jannocaro
                      - Giulia ⚭ 2. Januar 1562 Tommaso Franticolla
                      - Donato Antonio (* 11. April 1525; † nach 1613)
                      - Angelella (* 27. Januar 1527)

                    - Giorgio, nahm an der Schlacht von Lepanto teil
                    - Marziano
                    - Pietro, war Pfarrer in der Chiesa SS. Apostoli Pietro e Paolo in Mononoli
                      - Giovanni Giacomo (* 12. November 1533; † vor 1586) ⚭ Ippolita Fino
                        - Francesco Paolo
                        - Francesco Antonio ⚭ 1590 Poreta Pignataro
                        - Vittoria ⚭ Macedonio Staugera
                        - Ottavia ⚭ Marino di Ruggero
                        - Lucia
                        - Marzia
                        - Laura

                    - Colella († vor 1582) ⚭ Rebecca Chiaritone
                      - Nardo Antonio (* 14. November 1535; † nach 1597) ⚭ N. Ckimcenti
                      - Girolamo (* 11. Januar 1539; † nach 1630) ⚭ Cannosina di Zolfaio
                        - Cola Maria (* 25. März 1564; † nach 1605) ⚭ Ortensia dei Goscia
                          - Giacomo (* 7. Oktober 1590; † 12. November 1591)
                          - Gio' Battista ⚭ Rosa Antonia
                          - Girolamo (* 18. November 1596) ⚭ Luigia Laura Maria Pupius
                            - Tommaso (* 20. Dezember 1617) ⚭ 6. Januar 1644 Lucrezia Brumada
                            - Marco Antonio (* 26. April 1620)
                            - Ortensia (* 16. August 1622)
                            - Cola Maria (* 23. Dezember 1624)

                          - Carmosina († 23. April 1629)
                          - Donato ⚭ 13. Januar 1617 Giulia Pupino
                          - Giulia (*1603; † 15. April 1615)

                        - Giacomo (* 25. Dezember 1567)
                        - Orazio (* 19. Mai 1569)
                        - Donato
                        - Giobattista (* 6. Januar 1572; † 9. April 1648) ⚭ 31. Juli 1594 Porzia dei Goscia (8 Kinder)[73]
                          - Giovanni
                          - Giuseppe († 1674)
                          - Girolamo (18.11.1596 - † 1651)
                          - Marco Antonio (17.01.1599 - † 12.09.1622)
                          - Carmosina (08.06.1621 - † 27.08.1691) ⚭ 31.05.1620 Paolo Domenico Rota
                          - Leonardo (07.09.1603 - † 22.04.1626)
                          - Francesco Paolo Priester (05.04.1606)
                          - Vito (23.09.1608) ⚭ 08.04.1634 Rosa Antonia Inganga
                            - Gio' Battista
                            - Porzia (06.09.1637 - † 12.07.1691) ⚭ 28.06.1657 Orazio di Lecce
                            - Giorno Antonio (03.06.1640)
                            - Francesco Paolo (05.10.1643) ⚭ Porzia Inganga
                              - Nicola Michele (26.12.1683 - † 17.03.1743) ⚭ Anna Vita Petrosillo
                                - Michelangelo († 1797) ⚭ G. Acquaviva
                                - Natale († 1795) ⚭ M. Fiume
                                - Porzia (1713 - † 1713)
                                - Paolo Giuseppe der Nachname ändert sich zu Musajo (17.09.1716 - † 12.07.1774) ⚭ Teresa Petrosillo
                                - Vito Antonio Giacomo (09.10.1718 - † 1788) ⚭ G.Gorino
                                - Porzia Giuseppa (1721 - † 1791) ⚭ N. Le Monache

                            - Maria (18.10.1646) ⚭ 24.05.1666 Bernardino di Lecce
                            - Antonia (03.03.1650 - † 1650)
                            - Antonia (01.12.1651 - † 06.12.1651)
                            - Josafatk (15.12.1652)

                        - Ortensio
                        - Lucrezia (* 7. März 1574)
                        - Isabella (* 11. Dezember 1575) ⚭ 31. Juli 1594 Donato La Torre
                        - Lucrezia (* 9: März 1578) ⚭ 3. Mai 1601 Giacomo Lacitignola

                      - Vincenzo (* 10. September 1542)
                      - Donata (22. September 1585; † 22. September 1585) ⚭ Giacomo Mazzarisi
                      - Maddalena ⚭ 27. Juni 1582 Donato Antonio Valente
                      - Sibilla
                      - Rosa Antonia ⚭ 1578 Cola Pitinaro

                  - Elena ⚭ in Messagne Marino lonima
                  - Ludovica ⚭ in Messagne Massenzio Cantone
                  - Gaspare ⚭ N. N.
                    - Giovanni, nahm an der Schlacht von Lepanto teil[Anm. 6]
                    - Domenico, Kassierer und Richter in Nardò

                  - Teodoro[Anm. 7]
                    - Francesca ⚭ 1545 Pietro Scolmafora
                    - Gio' Cataldo, lebte 1565 in Mesagne, kam anscheinend von Tarent

                  - Costantino, 1520 Gouverneur von Mesagne ⚭ Beatrice Melvindi
                    - Achille (* 1520; † 1583) ⚭ Ippolita Matterdona
                      - Beatrice (* 1569) ⚭ 1582 Gaspare Resta
                      - Caterina (getauft 16. November 1572; † 1660) ⚭ Fabrizio Cingotto
                      - Lucrezia (* 14. März 1575; † 2. Juli 1622) ⚭ Bernardino Dormio
                      - Cecilia ⚭ 1. Giò Jaco Dormio; ⚭ 2. Virgilio Ganza

                    - Andronica (* 2. November 1540) war Nonne
                    - Angelo (* 2. April 1554; † 14. November 1644)
                      - Ascanio (* 6. Juni 1568; † vor 17. September 1572)
                      - Lucia (* 4. November 1574 in Mesagne)
                      - Francesco Antonio (* 8. April 1599 in Mesagne)[Anm. 8]
                      - Angelo (* 27. Deyember 1600) ⚭ Isabella Pinto
                        - Domenico

                      - Caterina (* 22. März 1603)

                    - Vittoria (* 6. November 1562)
                    - Ascanio (* 17. September 1572) ⚭ Angela Sturda
                    - Francesco Antonio (* 6. Januar 1577)

              - Zanfina (anche Suina) Muzaka ⚭ 1. Musachi Comneno, Sohn von Comneno Arianiti; nach der Scheidung ⚭ 2. Moisi Arianit Golemi, Herr von Dibra
                - Cesare ⚭?[74]
                  - Giovanna ⚭ Paolo Brancaccio[74]

                - Despina (Tochter von Moisé di Dibra) ⚭ Stanisha, Sohn von Vrana Konti[74][75]
                  - Andronica ⚭? Corte aus Pavia[74]
                  - Maria ⚭ Carlo Minutolo[74]
                    - Tomaso[74]

              - Gjin III. Muzaka (auch Gjon; † nach 1510), kam ca. 1480 ins Königreich Neapel;[Anm. 9] ⚭ Maria Dukagjini
                - Theodor Muzaka (* 1478)[55][Anm. 10] starb kinderlos
                - Elena Muzaka
                - Andriano Muzaka  (* 1479/80 in Durrës; † 10. Mai 1526 in Frankreich, vergiftet)[Anm. 11] starb kinderlos
                - Constantin Muzaka (* nach 1480 im Königreich Neapel; † nach 1550), lebte in Neapel ⚭ Lucrezia Egidio
                  - Giovanni (* 1510)
                    - Antonio (Marcantonio) kam aus Neapel ⚭ Mesagne Laura Toschez
                      - Auriana (* in Mesgane; getauft 13. Dezember 1567)

                  - Caspare ⚭ N. N.
                    - Adriano († um 1600 als letzter dieses Stammes)

              - Porfida, Hofdame der Königin Johanna von Aragón ⚭ Pietro Rocco

            - Maria Muzaka († vor 1444) ⚭ Musachi Comneno,[Anm. 12][76][77][54]
              - Porfida, die Große[Anm. 13] ⚭ in Neapel Giulio de Balignano[54]

            - Elena Muzaka ⚭ Giorgio Blandisi von Carles, Herr von Unter-Debar
            - Comita Muzaka ⚭ Ananiti, Sohn von Musachi Arianiti Comneno
            - Condisa Muzaka ⚭ Duru, Sohn von Aidino, Herr von Neppe
            - Teodora Muzaka ⚭ 1. Goisavo Balšić; ⚭ 2. Lekë Dukagjini

          - Theodor III. Muzaka (* err. um 1417)[Anm. 14]
            - Jakup Beu[78]

          - Maria Muzaka ⚭ Arianiti Comnenus (* ca. 1400; † 1461 in Durrës)[Anm. 15][76]
            - Andronika Arianiti (*1428; † 1505/1506) ⚭ 21. April 1451 Georg Kastrioti[Anm. 16]
              - Gjon II. Kastrioti (* erste Hälfte 1455; † 1505)[Anm. 17]

            - …[76]

          - Elena Muzaka ⚭ Philipp von Ragusa
          - Comita Muzaka ⚭ Arianiti, Sohn von Musachi Arianiti Comneno
          - Condisa Muzaka ⚭ Duru, Sohn von Aidino; Herr von Neppe

        - Elena Muzaka ⚭ Aidino Lopes
        - Materango Muzaka
          - Ginno Musachi Matarango (deutsch Johannes; † getötet von den Osmanen)
            - Andrea, war Muslim; Herr von Gora

          - Teodora Matarango ⚭ Andrea Musachi, Sohn des Onkels Laldi
          - Comita Matarango ⚭ Andrea Muzaka, der Blinde
          - Chiranna Matarango ⚭ den Cousin Ginno Muzaka, Sohn Andrea

        - Condisa Muzaka ⚭ Soliman-bey; hatte zwei Kinder
        - Blasio Muzaka[Anm. 18]
          - Bogdan Muzaka, wurde von den Osmanen getötet
          - Giovanni Muzaka, wurde von den Osmanen getötet
          - Ginno Muzaka, wurde von den Osmanen getötet
          - Theodor Muzaka, wurde von den Osmanen getötet
          - Costantino Muzaka, wurde von den Osmanen getötet
          - ♀ ⚭  Costantino Miserri von Guascito, wurde von den Osmanen erschlagen
          - Teodora Muzaka ⚭ Paul Zardari
            - Maria[79] ⚭ Branai o Brana (italianizzato: Bernardo) Konti[80] († 1508) → Siehe: Nachkommen von Vrana Konti

        - Bogdan Muzaka
          - Ginno (Bogdan) Muzaka, Baron von Meriona in Tomomiza
            - Sinaibergo, Muslim ⚭ Yela Arianiti von Dibra.

          - Andrea Muzaka (blind), Herr von Copes ⚭ die Cousine Comita Matarango von Gora
            - Mighiria
            - Paolo
            - Blasio
            - Chiranna ⚭ Aiderbeo, Herr von Sbirina

          - Pietro Muzaka
            - Asan († 1514 gefallen), Muslim, Bassà von Romania

        - Laldi Muzaka
          - Andrea Muzaka ⚭ die Cousine Teodora Matarango von Gora

        - Theodor II. Muzaka (* 1337;[62] † zwischen 1389 und 1396) nahm an der Schlacht auf dem Amselfeld (15. Juni 1389) teil; Sebastokrator, Despot von Berat und der Myzeqeja[69] ⚭ N. N.
          - Nicola, Herr des Devolltals[Anm. 19]
            - Pietro ⚭ Angelina[62]
              - Hassan († 1614), Muslim, Pascha von Romania[62]

          - Andrea (blind?; † 1389),[5] Herr von Gopeš ⚭ Comita Matarango von Gora[62]
            - Anna (Kyranna) ⚭ Haidarbeg von Svirini[62]
            - Hassanbeg[62]

        - Stoya Muzaka († 1384)
        - Comita Muzaka († 1396)[81][Anm. 20] ⚭ Balša II. von Cedda († 18. September 1385 in der Schlacht von Savra)
          - Ruđina Balšić[Anm. 21][64] († 1420), Herzogin von Vlora, Kanina, Himara und Berat ⚭ 1391 Mrkša Žarković († 1414), Sohn von Žarko  (* um 1336; † vor 1371)

        - Chiranna Balšić ⚭ Paolo (Paulus) Groppa, Herr von Ohrid

      - Mentulo oder Matarango, Graf von Clissania[82]

## Heutige Namensträger
- Gjergj Muzaka (* 1984), albanischer Fußballspieler